# Sisyrinchium cuspidatum
Sisyrinchium cuspidatum är en irisväxtart som beskrevs av Eduard Friedrich Poeppig. Sisyrinchium cuspidatum ingår i släktet gräsliljor, och familjen irisväxter. Inga underarter finns listade i Catalogue of Life.